# Jürgen Ellenberger
Jürgen Ellenberger (* 19. April 1960 in Wichte) ist ein deutscher Richter und seit Dezember 2016 Vizepräsident des Bundesgerichtshofs. Er ist seit Ende Februar 2015 Vorsitzender des XI. Zivilsenat des Bundesgerichtshofs.

## Leben
Jürgen Ellenberger begann 1990 seine juristische Karriere nach dem Ende der juristischen Ausbildung. Er war zunächst Richter auf Probe am Amtsgericht Alsfeld und dem Landgericht Marburg. 1993 wurde er Berufsrichter und Richter am Landgericht Marburg. Von November 1996 bis August 1999 war Ellenberger als Wissenschaftlicher Mitarbeiter an den Bundesgerichtshof abgeordnet. Ab dem 1. August 2000 war er am Oberlandesgericht Frankfurt am Main in  einem mit gewerblichem Rechtsschutz und Wettbewerbsrecht befassten Senat tätig. Ab September 2001 war er als Referatsleiter in der Abteilung II des hessischen Justizministeriums tätig. Diese Abteilung befasst sich mit öffentlichem Recht, Zivilrecht und Zivilverfahrensrecht und Gesetzgebungsangelegenheiten. Am 2. September 2004 wurde Ellenberger zum Richter am Bundesgerichtshof ernannt. Seit der Ernennung gehört er dem XI. Zivilsenat an. Der Senat des Bundesgerichtshofes ist vor allem zuständig für Bank- und Börsenrecht. Seit  2008 ist er ordentliches Mitglied im Großen Senat für Zivilsachen des Bundesgerichtshofs und seit April 2012 stellvertretendes Mitglied in dem Gemeinsamen Senat der obersten Gerichtshöfe des Bundes. Am 27. Februar 2015 wurde er zum Vorsitzenden des XI. Zivilsenates ernannt.
Im Dezember 2016 wurde Ellenberger zum Vizepräsidenten des Bundesgerichtshofs ernannt.
Er ist einer der Autoren des Grüneberg (seit der 67. Auflage 2008).
Des Weiteren ist Ellenberger seit dem 16. Juni 2023 Präsident des Landesjagdverbandes Hessen, nachdem er mit überwältigender Mehrheit in das geschäftsführende Präsidium des Deutschen Jagdverbandes (DJV) gewählt wurde.